# Diaphananthe arbonnieri
Diaphananthe arbonnieri är en orkidéart som beskrevs av Daniel Geerinck. Diaphananthe arbonnieri ingår i släktet Diaphananthe och familjen orkidéer.
Artens utbredningsområde är Burundi. Inga underarter finns listade i Catalogue of Life.